# Ängertjärnen, Hälsingland
Ängertjärnen är en sjö i Härjedalens kommun i Hälsingland och ingår i Ljusnans huvudavrinningsområde. Sjön har en area på 0,101 kvadratkilometer och ligger 365,1 meter över havet. Sjön avvattnas av vattendraget Ängerån.

## Delavrinningsområde
Ängertjärnen ingår i det delavrinningsområde (687134-145876) som SMHI kallar för Utloppet av Ängertjärnen. Medelhöjden är 390 meter över havet och ytan är 1,27 kvadratkilometer. Räknas de 31 avrinningsområdena uppströms in blir den ackumulerade arean 160,03 kvadratkilometer. Ängerån som avvattnar avrinningsområdet har biflödesordning 2, vilket innebär att vattnet flödar genom totalt 2 vattendrag innan det når havet efter 190 kilometer. Avrinningsområdet består mestadels av skog (76 procent). Avrinningsområdet har 0,1 kvadratkilometer vattenytor vilket ger det en sjöprocent på 7,5 procent.